# موشك (كوهسرخ)
موشك هي قرية في مقاطعة كوهسرخ، إيران. عدد سكان هذه القرية هو 1,171 في سنة 2006.